# Karl Pilny
Karl Pilny (* 1960) ist ein deutscher Jurist und Schriftsteller.

## Leben
An der Ludwig-Maximilians-Universität München studierte Pilny von 1979 bis 1985 Jura. Anschließend arbeitete er im Max-Planck-Institut für Geistiges Eigentum, Steuer- und Wettbewerbsrecht in München als Referent für Japan; 1986/87 war er in der Deutschen Industrie- und Handelskammer in Tokio tätig.
Von 1989 an war Pilny Anwalt bei einer Kanzlei in Osaka und lehrte als Gastdozent deutsches Recht an den Universitäten Kyōto und Osaka. 1991 wechselte er zu Coudert Brothers, deren Berliner Büro er 1995 gründete. 2001 gründete er, ebenfalls in Berlin, als geschäftsführender Partner das Deutschland-Büro von Travers Smith. Seit 2006 ist er Berater für Salans LLP und veröffentlicht Sachbücher und Romane. Sein 2011 erschienener Thriller Japan Inc. thematisiert die Kriegsverbrechen der japanischen Einheit 731 und den bis heute schwierigen Umgang Japans mit seiner Geschichte und schlägt so einen Bogen bis hin zur Nuklearkatastrophe von Fukushima. Sein zweiter Thriller, Korea Inc. von 2015, stellt das totalitäre Unrechtsregime in Nordkorea in den Mittelpunkt.

## Werke
- Trilogie Das Asiatische Jahrhundert:
  - Tiger auf dem Sprung. Politik, Macht und Märkte in Südostasien. Campus, Frankfurt am Main 2008, ISBN 978-3-593-38678-2.
  - Tanz der Riesen. Indien und China prägen die Welt. Campus, Frankfurt am Main 2006.
  - Das asiatische Jahrhundert. China und Japan auf dem Weg zur neuen Weltmacht. Campus, Frankfurt am Main 2005.
- mit Gerard Reid und Moritz Malsch: Asiens Energiehunger: Rohstoffe am Limit. FinanzBuch, München 2011, ISBN 978-3-89879-639-2.
- Japan Inc. (Thriller), Osburg, Berlin 2011, ISBN 978-3-940731-69-2.
- Korea Inc. (Thriller), Osburg, Hamburg 2015, ISBN 978-3-95510-056-8.